# ジョニー・イングリッシュ 気休めの報酬
『ジョニー・イングリッシュ 気休めの報酬』（ジョニー・イングリッシュ きやすめのほうしゅう、原題：Johnny English Reborn）は、2011年に公開されたスパイコメディ映画。『ジョニー・イングリッシュ』の続編。

## ストーリー
パスカル・ソヴァージュの陰謀を阻止し一躍エース・エージェントの仲間入りを果たしたジョニー・イングリッシュだったが、モザンビークのシャンバール大統領の警護任務をしくじり、テレビの生中継の場で暗殺されるという失態を犯し、ナイトの称号を剥奪され、MI7も解雇されてしまう。失意のイングリッシュは精神と肉体を鍛え直すため、チベットの僧院に引きこもり修行の日々を送ることにした。
それから5年後。イングリッシュのもとにMI7からの復帰許可が届いた。喜んでイギリスに戻るイングリッシュだったが、5年の間にMI7は東芝に買収されてしまい、部長の「ペガサス」もパメラ・ソーントンという女性に交代していた。パメラはイングリッシュに、英中首脳会談に出席する中国のジャン・ピン首相暗殺計画を阻止するように命令し、イングリッシュは新しい助手のタッカーと共に、情報提供者のフィッシャー元CIAエージェントに会うため香港に向かう。イングリッシュはフィッシャーから、暗殺を計画しているのは「ボルテックス」という暗殺集団であることを告げられ、モザンビークの一件も「ボルテックス」の仕業だと聞かされる。しかし、フィッシャーは掃除屋に扮した「ボルテックス」メンバーの老婆に射殺され、暗殺に必要な鍵もメンバーの男に盗まれてしまう。
イングリッシュは追跡の末に男を捕まえ鍵を取り戻し、意気揚々とイギリスに戻りパメラに鍵を渡そうとするが、途中の飛行機の中で再び鍵を盗まれてしまう。ショックを受けるイングリッシュのもとに「ボルテックス」の老婆が現れ彼を殺そうとする。老婆を追いかけるイングリッシュは、間違えてパメラの祖母を袋叩きにしてしまい叱責されてしまう。意気消沈するイングリッシュだったが、MI7の心理学者ケイトの協力を得て、「ボルテックス」のメンバーが、MI7とKGBの二重スパイだったカルレンコであることを突き止める。名誉挽回のため急いでカルレンコのもとを訪れるイングリッシュだったが、またもや老婆にカルレンコを射殺されてしまう。死ぬ直前、カルレンコは「"ボルテックス"の最後のメンバーはMI7にいる」と伝え、2つ目の鍵をイングリッシュに渡す。
イングリッシュは裏切者を探すため、MI7のトップ・エージェントで友人のサイモンに心当たりはないかと相談する。タッカーはサイモンが「ボルテックス」のメンバーだと確信し捕まえようとするが、イングリッシュは「そんな訳がない」と叱責し、サイモンに鍵を渡し退散する。タッカーの想像通り「ボルテックス」のメンバーだったサイモンは「イングリッシュが裏切者だ」とMI7に虚偽報告し、イングリッシュはMI7に追われることになる。真相を知ったイングリッシュは暗殺計画を阻止するため、タッカーと共に首脳会談が行われるスイスの山荘に向かう。
イングリッシュとタッカーは山荘でサイモンの正体を暴き暗殺を阻止するが、サイモンは山荘から逃走する。サイモンを追いかけるイングリッシュは奮闘の末、サイモンを殺害する。暗殺計画を阻止した功績を称えられたイングリッシュはナイトに復位することになった。バッキンガム宮殿の叙任式に参加するイングリッシュだったが、そこに女王に扮した老婆が現れ襲いかかって来る。追いかけて老婆を捕まえたイングリッシュは、パメラや首相の前に老婆を引きずり出すが、反対のドアから老婆を捕まえた衛兵たちが現れる。間違えて女王を捕まえてしまったイングリッシュは、パメラたちを前に驚愕の表情を浮かべていた。

## キャスト
※括弧内は日本語吹替

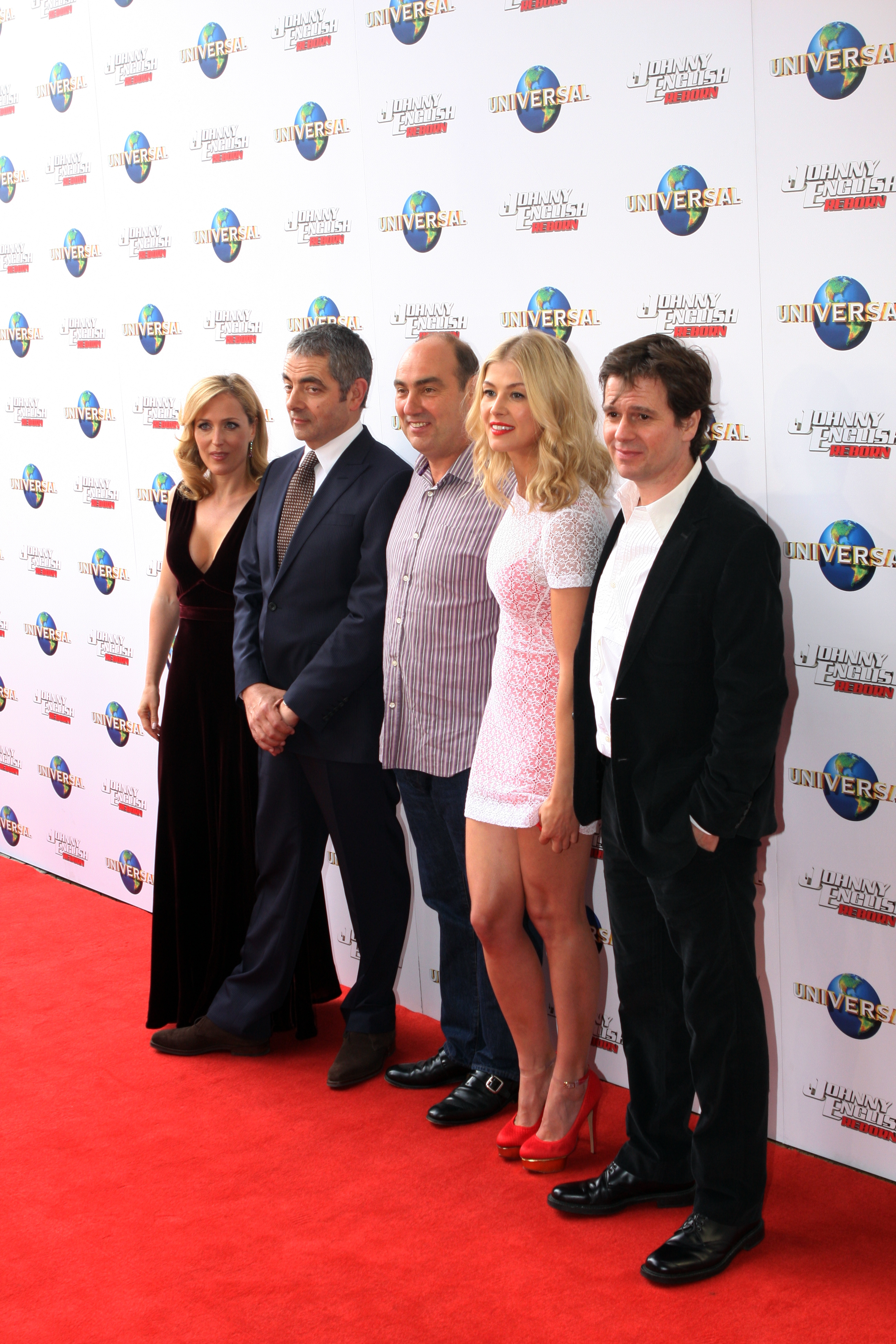
パーカー監督と主要キャスト

- ジョニー・イングリッシュ - ローワン・アトキンソン（岩崎ひろし）
- パメラ・ソーントン（ペガサス） - ジリアン・アンダーソン（相沢恵子）
- サイモン・アンブローズ - ドミニク・ウェスト（宮内敦士）
- ケイト・サマー - ロザムンド・パイク（山像かおり）
- コリン・タッカー - ダニエル・カルーヤ（石上裕一）
- タイタス・フィッシャー - リチャード・シフ
- パッチ・クォーターメイン - ティム・マッキナリー
- 掃除屋の老婆 - 林碧笙（英語版）
- イギリス首相 - スティーヴン・キャンベル・ムーア（英語版）
- スレーター - バーン・ゴーマン
- マドレーヌ - ジョセフィーヌ・ドゥ・ラ・ボーム（英語版）
- ティン・ウォン導師 - 伊川東吾（辻親八）
- アルテム・カルレンコ - マーク・イワナー（英語版）（小池謙一）
- ジャン・ピン首相 - ロボ・チャン（英語版）
- タッカーの母 - エレン・トーマス（英語版）

他にも、ローワンの実娘であるリリー・アトキンソンが、中盤の車椅子での逃走シーンで、イングリッシュにヘルメットを盗まれる女性役で出演している。

## 製作

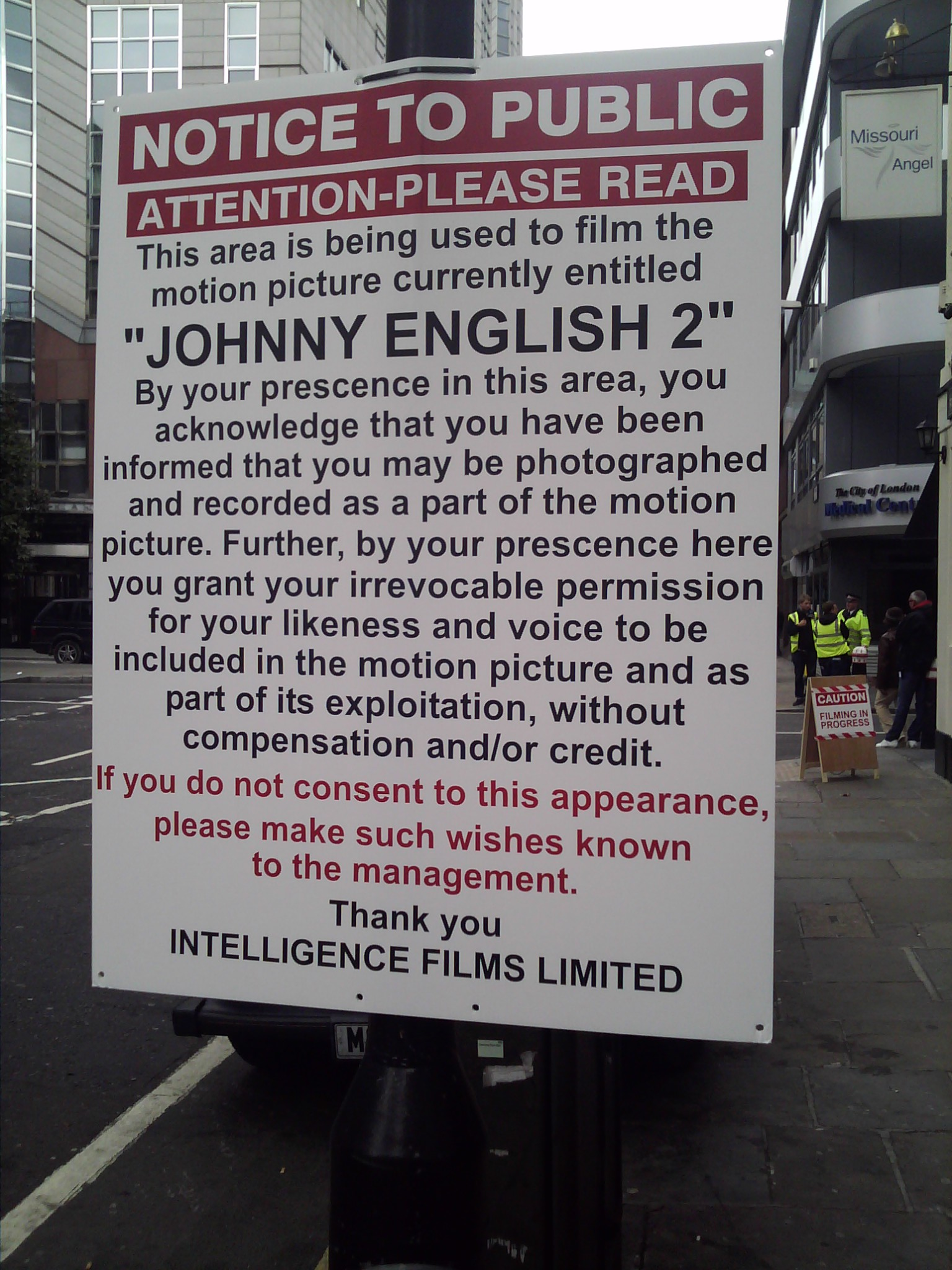
本作の撮影を伝える掲示板

2007年3月28日、ローワン・アトキンソンが『Mr.ビーン カンヌで大迷惑?!』のインタビューで、ジョニー・イングリッシュ・シリーズ第2作への出演の可能性について言及した。2010年4月8日にユニバーサル・ピクチャーズが正式に続編の製作を発表した。同年6月にダニエル・カルーヤの起用が発表され、前作に出演したベン・ミラーは出演予定がないことを述べた。ミラーは後に前作と同じボフ役で出演したが、「前作のファンを喜ばせるだけになってしまう」という理由で、最終的に出演シーンはカットされている。7月10日にDeadline.comは、ジリアン・アンダーソンがMI7のエージェント役として出演することを報じている。
2010年9月11日から主要撮影が始まり、ロンドン、ブロケット・ホール、ハンプシャー、マカオ、香港などで撮影された。9月25日にはザ・マルでカーチェイスのシーンが撮影され、その他の車道でも撮影が行われている。本作で主人公イングリッシュが使用するロールスロイス・ファントム・クーペは、エンジンに実験的に9リットルのV16エンジンを搭載している。このエンジンは試験中に搭載されていたもので、生産モデルには搭載されていない。アトキンソンは製作に当たり自動車会社に「ファントム・クーペを1台提供して欲しい」と要請していた。

## 評価

### 批評

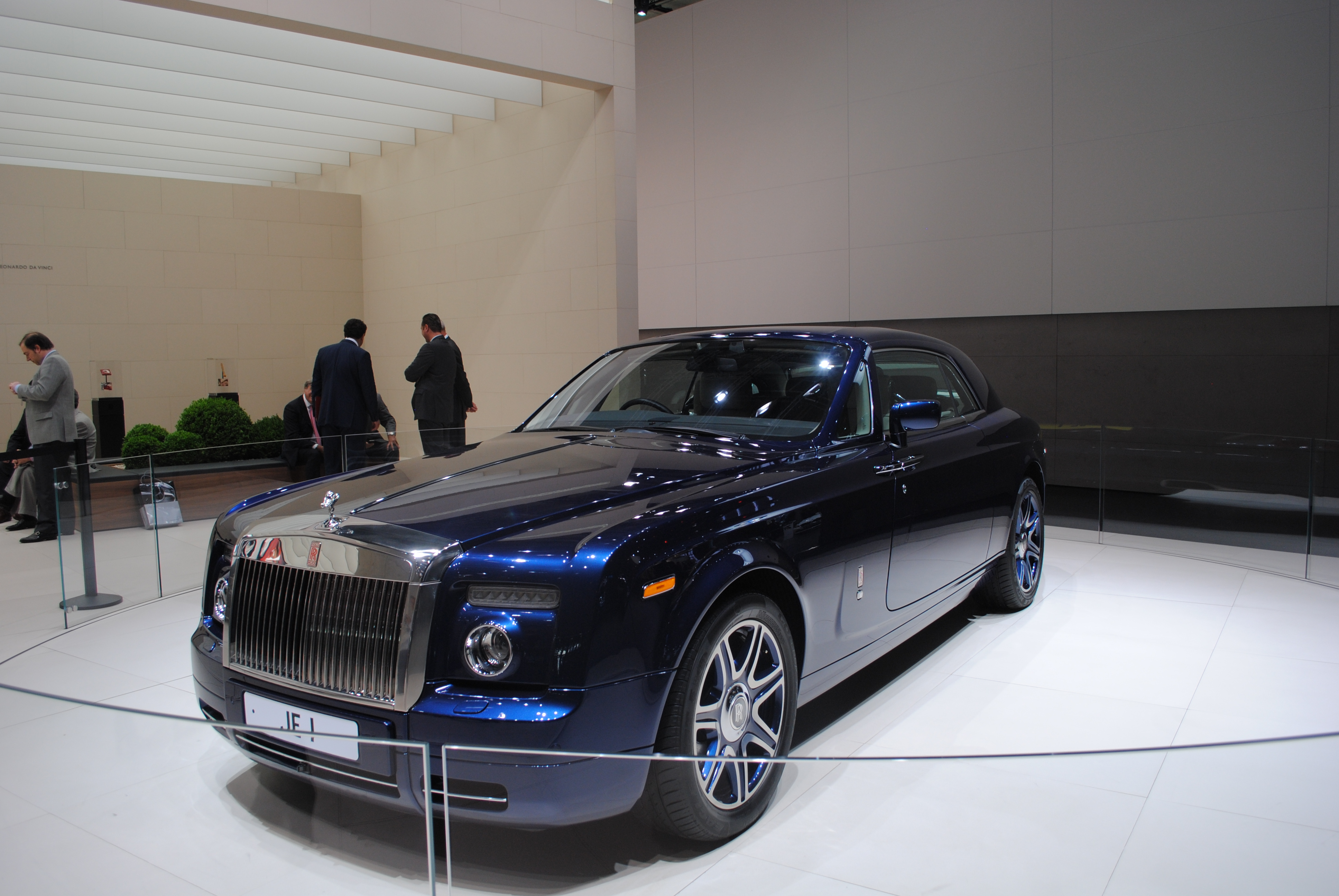
撮影に使用されたロールスロイス

Rotten Tomatoesでは87件のレビューが寄せられ、平均評価4.8/10点、支持率38%となっており、「ほとんど忘れ去られていた前作から僅かに改善が見られるが、この映画はローワン・アトキンソンのコメディアンとしての才能を無駄にしている」と批評している。Metacriticでは20人の批評家によって46/100点のスコアが付けられ、CinemaScoreではB評価となっている。
『At the Movies』のマーガレット・ポメランツは3/5点、デイヴィッド・ストラットンは2/5点の評価をしている。ザ・タイムズ・オブ・インディアのニハット・カズミはアトキンソンのコメディの演技を絶賛し、4/5点の評価をしている。

### ノミネート
| 映画賞                                                       | 部門                                           | 対象                                  | 結果       | 出典   |
| ------------------------------------------------------------ | ---------------------------------------------- | ------------------------------------- | ---------- | ------ |
| フェニックス・フィルム・クリティクス・ソサエティ・アワード   | オリジナル・ソング賞                           | 「I Believe in You」                  | ノミネート | [ 14 ] |
| イブニング・スタンダード・ブリティッシュ・フィルム・アワード | ブロックバスター・オブ・ザ・イヤー（観客選考） | ジョニー・イングリッシュ 気休めの報酬 | ノミネート | [ 15 ] |